# Soucy, Yonne
Soucy là một xã của Pháp,tọa lạc ở tỉnh Yonne trong vùng Bourgogne-Franche-Comté.

## Hành chính
| Danh sách các thị trưởng               |              |                   |      |         |  |
| Giai đoạn                              | Giai đoạn    | Tên               | Đảng | Tư cách |  |
|                                        | tháng 3 2008 | Mireille Ladrange | PCF  |         |  |
| Tất cả các dữ liệu trước đây không rõ. |              |                   |      |         |  |

## Thông tin nhân khẩu
| Năm | 1962 | 1968 | 1975 | 1982  | 1990  | 1999  |
| --- | ---- | ---- | ---- | ----- | ----- | ----- |
| Dân số | 595  | 598  | 807  | 1 187 | 1 316 | 1 339 |
| From the year 1962 on: No double counting—residents of multiple communes (e.g. students and military personnel) are counted only once. |      |      |      |       |       |       |